# Фонтана (Нови Београд)
Фонтана је урбано београдско насеље које се налази на Новом Београду.

## Локација и становништво
Фонтана се простире на потезу од раскрснице улица Париске комуне, Народних хероја и Отона Жупанчича у северном и централном делу насеља. На северу се простире до Павиљона, а на западу до Улице Тошин бунар. Месна заједница Фонтана обухвата простор квадратног облика омеђен улицама Париске комуне и Булеваром Михаила Пупина на северу, Булеваром уметности на истоку, Булеваром Арсенија Чарнојевића на југу и Народних хероја на западу. Насеље Фонтана обухвата блокове 1, 2, 3, 4, 5,  31, 32, 33 и 34.
Према попису становништва 1981. године у СФРЈ, у локалној заједници Фонтана живело је 5.519 људи, док је у заједници Западна капија живело 5.067 људи. По попису из 1991. године у заједници Фонтана живело је 5.237 људи и 5.187 у заједници Западна капија, према попису из 2002. године у заједници Фонтана живело je 4.476 људи, док је у заједници Западна капија живело 4.278 људи. У насељу Фонтана укупно је живело 7.849 људи према попису из 2011. године. Месне заједнице Фонтана (раније „25. мај”) и Западна капија („Сутјеска”) спојене су у једну локалну заједницу која се звала Фонтана за потребе пописа становништва 2011. године у Србији.

## Опште карактеристике
Осим стамбеног простора у насељу се налазе комерцијални садржаји и образовне институције, укључујући вишенаменски трговачки и културни центар „Фонтана” који је пројектовао архитекта Урош Мартиновић, а налази се у центру стамбеног блока 1. Изградња је завршена 1968. године, а центар се у то време сматрао „архитектонским чудом” и садржи биоскоп Фонтана. Стамбене блокове 1 и 2 пројектовао је архитекта Бранко Петричић.
У насељу се такође налази ОШ „Душко Радовић”, стадион ФК Раднички Београд, облакодер Западна капија Београда, Фонд за пензионо и инвалидско осигурање, седиште предузећа Телеком Србија, амбасада Словачке републике, Храм Светог великомученика Димитрија, Меркатор центар Београд, седиште ГО Нови Београд и многе друге пословне зграде.
Фонтана је добро повезана градским превозом које обезбеђује ГСП Београд и кроз њу пролази више од десет линија аутобуса.
У марту 2008. године градска управа града Београда најавила је реконструкцију Блока 1, укључујући стари трговачки комплекс „Фонтана” који је у време изградње био незванично седиште Новог Београда. Истакнуто је да је реконструкција требала да буде завршена до краја 2008. године и да обухвати изградњу јавне подземне гараже, обнову дечјих игралишта и зелених површина, чесми и центра Фонтане. Првобитно је планирано да се направи надземна гаража, али након протеста станара, одлука је промењена. Ипак, реконструкција је почела тек у септембру 2010. године, а завршена 8. марта 2012. године. Реконструисан је и отворен биоскоп „Фонтана”, званично 8. марта 2012. године Фестивалом франкофоног филма у оквиру традиционалне манифестације Месец франкофоније у Србији. Тржни центар и биоскопски хол заузимају површину од 1380 м².
На Фонтани се од 1995. године одржава традиционална спортска манифестација под називом „Фонтана куп”.

## Заштита
Оригинални комплекс Фонтана који се налази у улици Париске комуне 13 стављен је под прелиминарну заштиту државе у категорији „градитељски објекти”.
Целокупно подручја Блока 1 са припадајућим Блоком 2 на северу стављено је под прелиминарну заштиту као Просторна културно-историјска целина.

## Галерија
- Поглед на зграде општине Нови Београд, Блок 31, Фонтана
- Спомен обележје Анастасу Јовановићу